# Antonia Ferrín Moreiras
Antonia Ferrín Moreiras (* 13. Mai 1914 in Ourense, Spanien; † 6. August 2009 in Santiago de Compostela, Spanien) war eine spanische Mathematikerin, Astronomin und Hochschullehrerin. Sie war die erste Professorin an der Mathematikfakultät der Universität Santiago de Compostela und war die erste Astronomin in Spanien und die erste Spanierin, die eine Dissertation über Astronomie verteidigte.

## Leben und Werk
Moreiras war die dritte von vier Töchtern eines Mathematiklehrers. Die Familie zog 1920 nach Santiago de Compostela, damit die vier Kinder Zugang zu höherer Bildung bekamen. Mit neun Jahren besuchte sie die weiterführende Schule und erlangte den Hochschulabschluss am Allgemeinen und Technischen Institut von Santiago de Compostela. 1930 begann sie ihr Studium der Chemie an der Fakultät für Naturwissenschaften der Universität Santiago de Compostela (USC), welches sie 1934 mit einem Bachelor-Abschluss in Chemie und einem Titel als Nationallehrer abschloss. Von 1934 bis 1936 arbeitete sie als Lehrassistentin für Physik und Mathematik an der Fakultät für Naturwissenschaften der USC.
Gleichzeitig studierte sie Pharmazie und belegte die einzigen Kurse für Mathematik, die von der USC angeboten wurden. 1937 wurde sie Mathematiklehrerin an der Nuestra Señora de los Remedios, wo sie bis 1948 arbeitete.
Nach Ausbruch des spanischen Bürgerkriegs wurde sie 1937 aufgrund einer anonymen Beschwerde aus politischen Gründen mit der Disqualifikation von Führungs- und Treuhandpositionen belegt und aus der Lehrtätigkeit an der Universität entlassen. Sie konnte aber weiterhin an der Schule für Waisenmädchen unterrichten.

## Abschluss in Pharmazie, Mathematik und Promotion in Astronomie
Nach Kriegsende wurde sie 1940 rehabilitiert, was ihr die Rückkehr zur Lehrtätigkeit an der Fakultät für Naturwissenschaften als Assistenzprofessorin von Enrique Vidal Abascal ermöglichte. Im selben Jahr schloss sie ihr Pharmaziestudium ab. 1950 schloss sie ihr Studium der exakten Naturwissenschaften an der Universität Complutense Madrid ab und erhielt ein Stipendium für die Forschung am USC Astronomical Observatory. Das Stipendium wurde 1952 in eine Stelle als wissenschaftliche Mitarbeiterin umgewandelt.
1953 erhielt sie durch eine Auswahlprüfung für zwei Jahre eine Stelle als Professorin für Mathematik in Santander. Danach kehrte sie nach Santiago zurück, wo sie an der Escuela Normal Femenina arbeitete.

## Professorin und Astronomin
Als 1957 die Mathematikabteilung der Fakultät für Naturwissenschaften am USC gegründet wurde, wurde sie dort die erste Professorin.

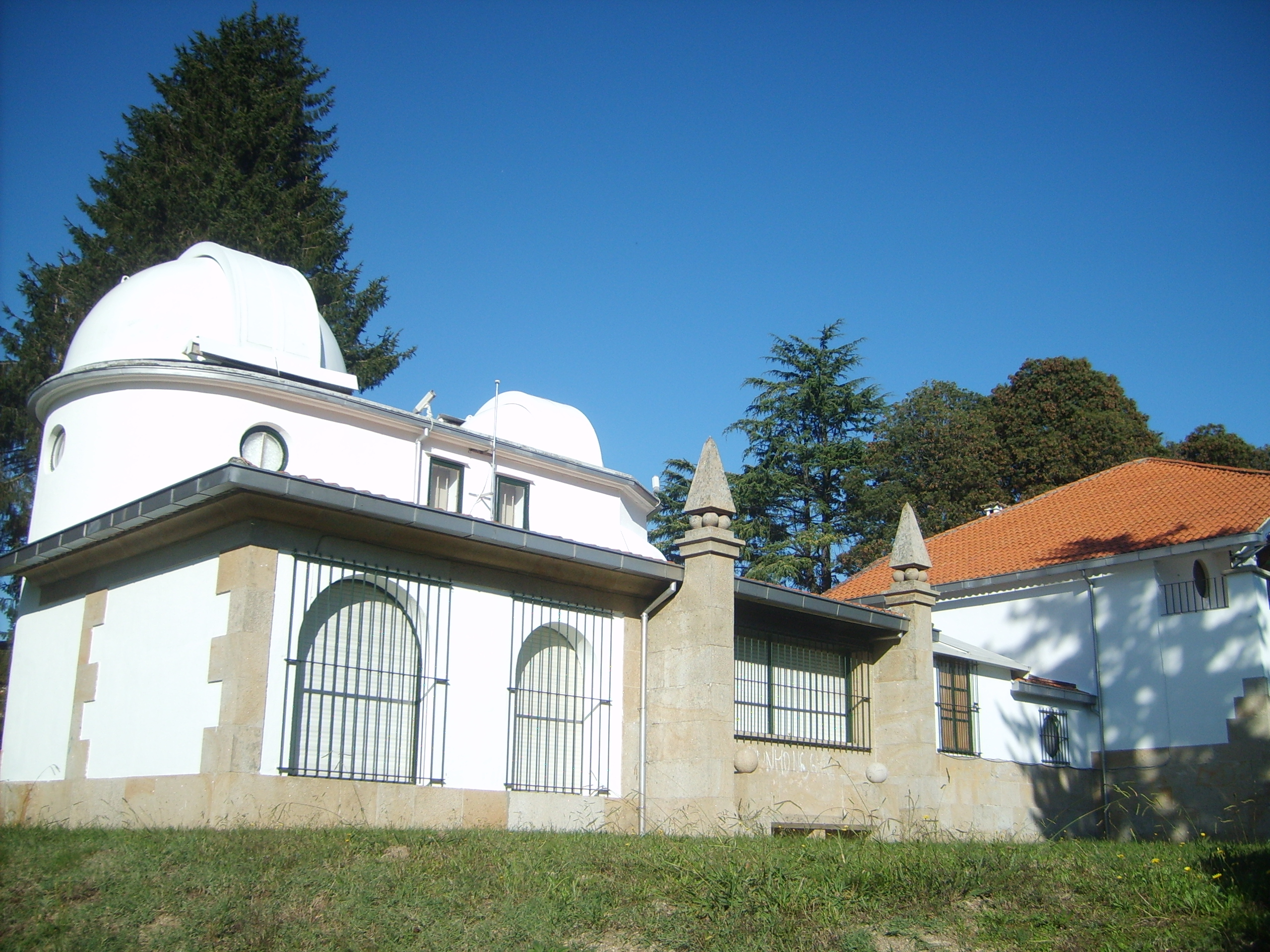
Astronomisches Observatorium Ramón María Aller auf dem Campus der Universität Santiago de Compostela in Galizien, in dem Moreiras forschte

Nach ihrem Abschluss in Chemiewissenschaften und Pharmazie begann sie ihre Forschungsarbeit unter der Leitung des Direktor und Gründer des Astronomischen Observatoriums und Professors an der Universität von Santiago de Compostela, Ramón María Aller Ulloa. Am 14. September 1963 promovierte sie mit der ersten von einer Frau verteidigten Astronomie-Dissertation in Spanien: Observaciones de pasos por dos Verticales. Ihre Arbeit befasste sich mit Beobachtungen von Sterndurchgängen durch zwei Vertikale.
In dem Observatorium verwendete sie das Passageinstrument und das 12-cm-Refraktorteleskop, mit denen sie die Verdeckung von Sternen durch den Mond oder den Durchgang von Sternen durch zwei Vertikalen sichtbar machen oder mikrometrische Messungen von Doppelsternen durchführen konnte. Die Ergebnisse dieser Untersuchungen wurden in der spanischen Astronomiezeitschrift Urania veröffentlicht.
1964 wurde sie zur Professorin für Mathematik an der Escola Feminina de Magisterio Santa María der Universität Complutense Madrid ernannt, wo sie bis zu ihrer Pensionierung im Jahr 1984 tätig war.
Moreiras starb 2009 im Alter von 95 Jahren in Santiago de Compostela.

## Ehrungen
- Am 24. Mai 2008 wurde sie zur Schirmherrin des fünfzigjährigen Jubiläums der Fakultät für Mathematik der USC ernannt.[15]
- Ein Hörsaal der Fakultät für Mathematik an der USC wurde nach ihr benannt.
- Ein 2013 ins Leben gerufener Preis der Universität Vigo für die Erstellung von Lehrmaterialien und -ressourcen trägt ihren Namen.[16]